# Villa Laetitia

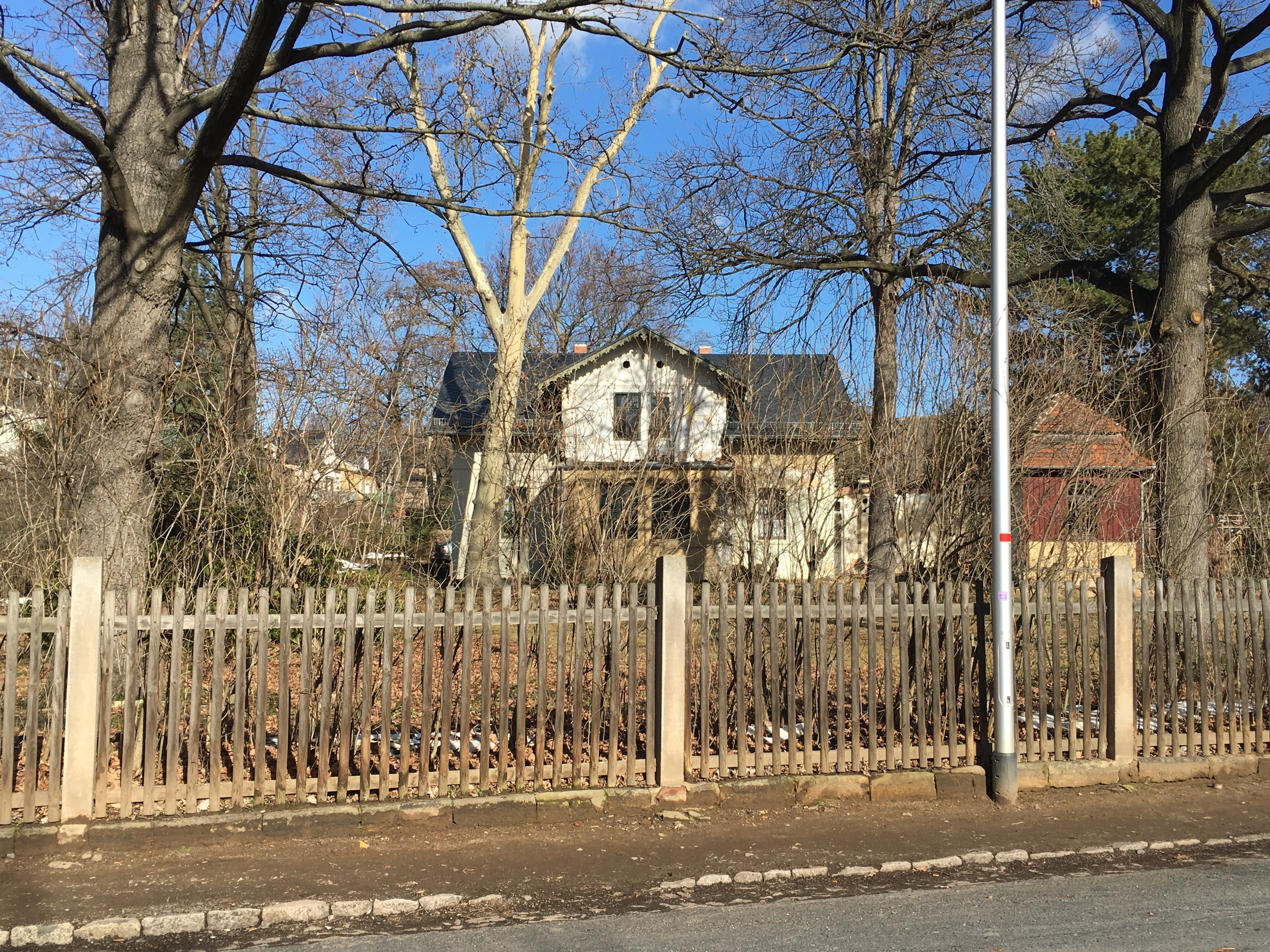
Villa Laetitia mit Garten und Pavillon an der Borstraße

Die Villa Laetitia in der Zillerstraße 2 liegt im Stadtteil Niederlößnitz der sächsischen Stadt Radebeul. Mit dem Garten bildet sie das nordöstliche Eckgrundstück an der Kreuzung der Zillerstraße mit der Borstraße.

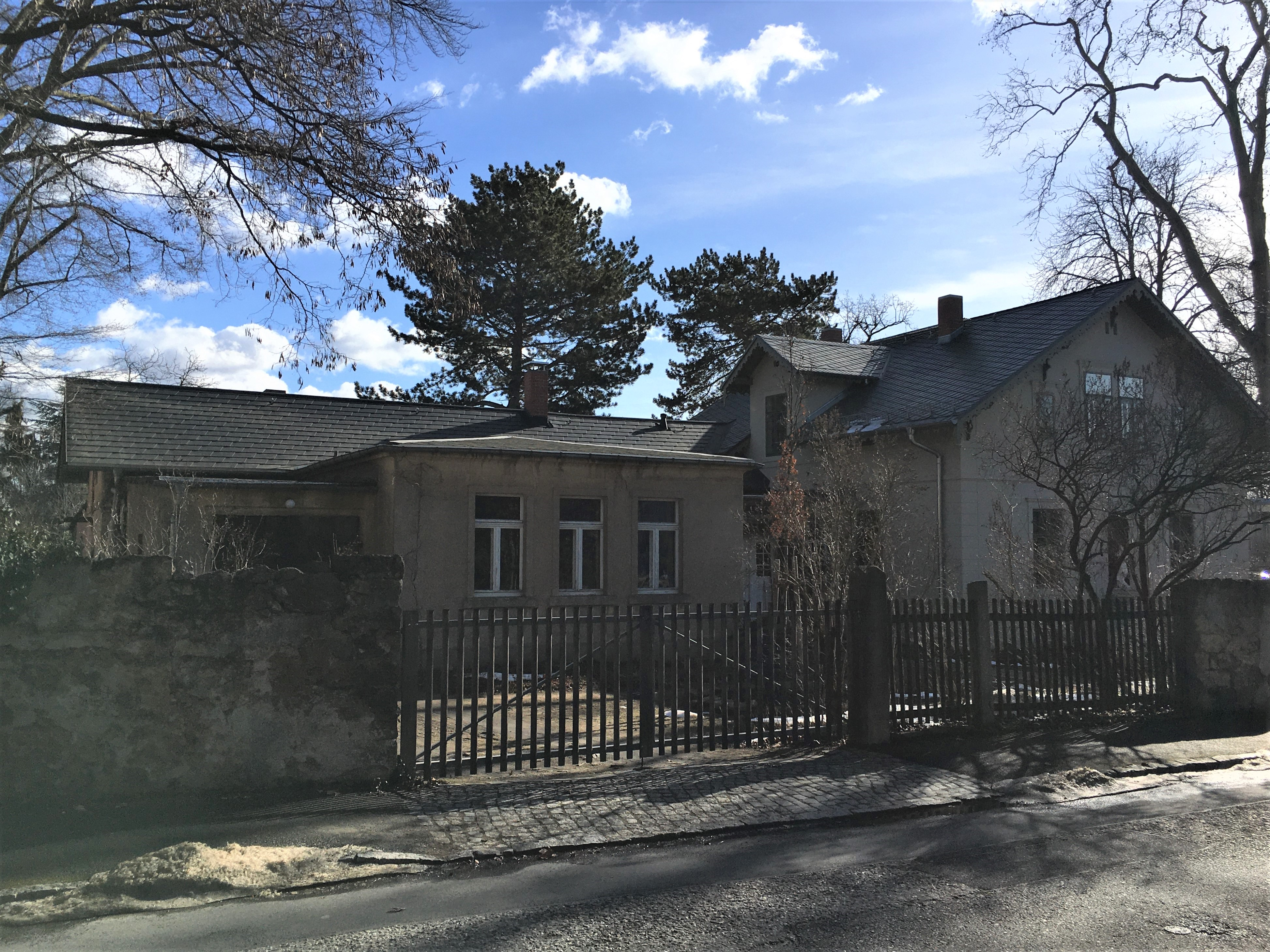
Villa Laetitia mit Anbauten, von der Zillerstraße aus

Gegenüber liegt die Villa Zillerstraße 1; auf der an der Borstraße gegenüberliegenden Straßenseite steht die Kirche Christus König mit dem katholischen Pfarramt (Borstraße 11). Auf dem diagonal gegenüberliegenden Grundstück steht die Villa Heimburg der Schriftstellerin Wilhelmine Heimburg.

## Beschreibung
Von der Bauwerksgruppe steht lediglich der Kernbau, also die eigentliche Villa von 1873 ohne alle Anbauten, unter Denkmalschutz. Hinzu kommt der als Gartendenkmal ausgewiesene Villengarten mit dem Gartenpavillon sowie die Grundstückseinfriedung.
Das ursprüngliche, anderthalbgeschossige Wohnhaus ist ein für Radebeul typischer historistischer Bau mit Anklängen an die Neorenaissance, was den Stil der Verputzung angeht. Die weiten Überstände des schiefergedeckten Dachs sowie der dortige Holzzierrat verweisen auf den in Radebeul üblichen Schweizerstil. An die nördliche Rückseite der mit dem Giebel zur Zillerstraße stehenden Villa schließt sich ein längeres Nebengebäude an, das wiederum durch mehrere Anbauten verändert wurde.
Das Denkmal ist baugeschichtlich und ortsentwicklungsgeschichtlich bedeutend.
Die Villa Laetitia entspricht in Kubatur und Stil der sich weiter nördlich befindlichen landhausartigen Villa Zillerstraße 6, nur dass diese um 90 Grad gedreht mit der Längsseite zur Zillerstraße zeigt und sich der Anbau auf der anderen Seite der Rückseite anschließt. Die Zillerstraße 6 wurde ebenfalls 1873 von den Gebrüdern Ziller errichtet.